# Vrahovice
Vrahovice é uma aldeia na região de Olomouc da República Checa, perto Prostějov. É parte administrativa do Prostějov. Tem cerca de 3.800 habitantes.

## Literatura
- Historický místopis Moravy a Slezska 1848–1960. Svazek 5. Ostrava 1976, s. 71–72.
- HOSÁK, Ladislav, ŠRÁMEK, Rudolf: Místní jména na Moravě a ve Slezsku II. M–Ž. Praha 1980, s. 740–741.
- JANOUŠEK, Vojtěch: Vlastivěda moravská. Prostějovský okres. Brno 1938, s. 251–260.
- ODLOŽIL, Pavel, ODLOŽILOVÁ, Milena: Vrahovice. Přírodní poměry, historie a současnost. Vrahovice 1994.
- Prostějov. Dějiny města I. Prostějov 2000, s. 259–266.
- WOLNY, Gregor: Die Markgraftschaft Mähren, topographisch, statistisch und historisch geschildert. V. Band. Olmützer Kreis. Brno 1839, s. 536–537.